# 대한민국 민법 제758조
대한민국 민법 제758조는 공작물 등의 점유자, 소유자의 책임에 대한 민법 채권법 조문이다.

## 조문
제758조(공작물등의 점유자, 소유자의 책임)
① 공작물의 설치 또는 보존의 하자로 인하여 타인에게 손해를 가한 때에는 공작물점유자가 손해를 배상할 책임이 있다. 그러나 점유자가 손해의 방지에 필요한 주의를 해태하지 아니한 때에는 그 소유자가 손해를 배상할 책임이 있다.

② 전항의 규정은 수목의 재식 또는 보존에 하자있는 경우에 준용한다.

③ 제이항의 경우에 점유자 또는 소유자는 그 손해의 원인에 대한 책임있는자에 대하여 구상권을 행사할 수 있다.

第758條(工作物等의 占有者, 所有者의 責任) ① 工作物의 設置 또는 保存의 瑕疵로 因하여 他人에게 損害를 加한 때에는 工作物占有者가 損害를 賠償할 責任이 있다. 그러나 占有者가 損害의 防止에 必要한 注意를 懈怠하지 아니한 때에는 그 所有者가 損害를 賠償할 責任이 있다.
②前項의 規定은 樹木의 栽植 또는 保存에 瑕疵있는 境遇에 準用한다.
③前2項의 境遇에 占有者 또는 所有者는 그 損害의 原因에 對한 責任있는 者에 對하여 求償權을 行使할 수 있다.

## 비교 조문
일본민법 제717조(토지의 공작물 등의 점유자 및 소유자의 책임) 1. 토지의 공작물의 설치 또는 보존에 하자가 있는 것에 의해 타인에 손해를 발생하게 한 때에는 그 공작물의 점유자는 피해자에 대하여 그 손해를 배상할 책임을 진다. 그러나, 점유자가 손해의 발생을 방지하기 위해 필요한 주의를 한 때에는 소유자가 그 손해를 배상하여야 한다.
2. 전항의 규정은, 대나무, 나무의 식재 또는 지지(支持)에 하자가 있는 경우에 있어서 준용한다.
3. 전2항의 경우에 있어서, 손해의 원인에 있어서 타인에 그 책임을 지는 자가 있는 때에는 점유자 또는 소유자는 그 자에 대하여 구상권을 행사할 수 있다.

## 사례
갑은 A로부터 할인매장의 증축공사를 수급받아 공사를 하던 중, 공사 중 1층에서 발화한 불이 순식간에 2층으로 번져 2층에서 작업 중이던 갑의 피용자 B가 현장에서 사망한 경우, 사고가 일어난 증축공사 1층 현장은 공작물이며, 갑의 과실이 인정되는 경우 갑은 공작물의 점유자로서 공작물 점유자로서의 책임을 질 수 있다